# Ctenophryne carpish
Espèce
Synonymes
- Phrynopus carpish Lehr, Rodriguez & Cordova, 2002
- Melanophryne carpish (Lehr, Rodriguez & Cordova, 2002)

Statut de conservation UICN

 EN B1ab(iii) : En danger
Ctenophryne carpish est une espèce d'amphibiens de la famille des Microhylidae.

## Répartition
Cette espèce est endémique du Pérou. Elle se rencontre entre 2 750 et 2 960 m d'altitude dans les régions de Huánuco et d'Amazonas,.

## Description
Melanophryne carpish mesure jusqu'à 25 mm pour les mâles et 27 mm pour les femelles. Son dos et son ventre sont uniformément brun foncé.

## Étymologie
Son nom d'espèce, carpish, lui a été donné en référence au lieu de sa découverte, la cordillère de Carpish.

## Publication originale
- Lehr, Rodriguez & Cordova, 2002 : A new species of Phrynopus (Amphibia, Anura, Leptodactylidae) from the Cordillera de Carpish (Departamento de Huanuco, Peru). Zoologische Abhandlungen, vol. 52, p. 65-70.